# Lil Silfverling
Lilly (Lil) Vilhelmina Silfverling Field, född 25 april 1909 i Kungsholms församling i Stockholm, död 22 december 1979 i Katarina församling i Stockholm, var en svensk målare och tecknare.
Hon var dotter till David Lagergren och Titti Christina Axelina Dafgård och adopterad 1919 av skeppsredaren Birger Silfverling. Hon var gift första gången 1939–1947 med konstnären Erik Arthur Ewald Johansson och andra gången 1949–1945 med furst Georgij Dimitrivitj Kandaourow och tredje gången från 1960 med Alex Feeldh. Silfverling studerade vid Tekniska skolan i Stockholm 1929–1930 och skrevs in vid Konsthögskolan 1930 där hon med vissa avbrott var elev fram till 1936 och 1939–1941. Under omfattande studieresor vistades hon i Spanien 1936–1938 och 1946–1947 samt en längre period på 1950-talet. Hon vistades i Frankrike och Portugal 1946–1947 och i Italien 1948 samt kortare självstudier under besök i Danmark, Norge, England, Marocko och Kanarieöarna. Hon tilldelades Maria Leander-Engströms stipendium 1944 och ett stipendium ur Kungafonden 1955 samt ett stipendium från Föreningen Svenska Konstnärinnor. Separat debuterade hon med en utställning på Galerie Moderne i Stockholm 1943 och ställde därefter ut separat i bland annat Arboga, Linköping, Uppsala och på Färg och Form. Tillsammans med Susanne Sylwan ställde hon ut i Borås och tillsammans med Ninnan Santesson i Linköping samt tillsammans med Astrid Harms-Ringdahl i Umeå. Hon medverkade i samlingsutställningar arrangerade av Sveriges allmänna konstförening och Föreningen Svenska Konstnärinnor. Hennes konst består av pittoreska folklivsskildringar, spanska landskap och människoskildringar som gränsar till karikatyrbilder. Silfverling är representerad vid Nationalmuseum, Moderna museet, Göteborgs museum, Borås konstmuseum, Kalmar Konstmuseum och Skövde museum.